# Фостирий (Максимовский)
Епи́скоп Фости́рий (в миру Па́вел Ксенофо́нтович Максимо́вский; 21 октября 1864, село Болотново, Юрьевецкий уезд, Костромская губерния — 27 января 1938, Горьковская область) — епископ Русской Православной Церкви, епископ Сызранский.

## Биография
В 1888 году окончил Костромскую духовную семинарию.
10 сентября 1895 года рукоположён в сан иерея. Затем был возведён в сан протоиерея. Служил в городе Ветлуге Нижегородской области.
Много лет он состоял законоучителем в учебных заведениях города, в том числе в женской и мужской гимназиях, заведовал уездной учительской библиотекой, состоял депутатом от духовного ведомства в Ветлужском уездном Земском собрании и в Ветлужской городской Думе.
Был благочинным первого Ветлужского округа, пользовался огромным авторитетом среди духовенства и мирян.
В марте 1917 года умерла жена, а в ноябре 1918 года расстрелян «за участие в вооруженном белогвардейском восстании против советской власти» старший сын Инна.
1 марта 1930 года согласно прошению по болезненному состоянию уволен от обязанностей протоиерея собора с зачислением в заштат.

### Монашество
25 октября (7 ноября) 1930 года в Казанской церкви бывшего Крестовоздвиженского монастыря в Нижнем Новгороде митрополитом Сергием (Страгородским) пострижен в монашество с наречением имени Фостирий в честь преподобного Фостирия Синайского и вскоре возведён в сан архимандрита.
9 ноября 1930 года хиротонисан во епископа Томского. Хиротонию совершили: митрополит Сергий, епископ Кронштадтский Венедикт (Плотников), епископ Богородский Александр (Похвалинский) и епископ Арзамасский Дометиан (Горохов).
Служил в Томской бывшей единоверческой Никольской церкви.
В 1933 году назначен епископом Челябинским, от назначения отказался.
С 1933 года — епископ Сызранский.
26 июня 1934 года уволен на покой и вернулся в Ветлугу.

### Арест и мученическая кончина
Арестован в декабре 1937 года вместе с всеми жившими в городе и остававшимися на свободе священниками и многими мирянами. После этого городскими властями был организован митинг, на котором выступил начальник местного НКВД, обвинивший епископа в том, что он хотел взорвать мост. Священники были обвинены в том, что поджигали колхозные фермы, а миряне — в попытке организации некоей группы, для чего они, якобы, ходили к священникам.
Арестованные были подвергнуты жесткому обращению. Один из них позднее вспоминал: «Привели в кабинет. Поставили лицом к раскаленной докрасна печке, вплотную, и оставили так сутки стоять. Не смей повернуться. Еды не давали. Воды — рюмочку, от которой жажда только сильнее распалялась».
Так как условий для содержания значительного числа арестованных в Ветлуге не было, их отправили в тюрьмы Варнавина и Горького (ныне Нижнего Новгорода). Этап, в котором шёл епископ Фостирий, от Ветлуги до Варнавина гнали пешком. На подводах было разрешено везти только вещи. Пожилой епископ, утомленный тяготами тюремного заключения, в пути изнемог. Его посадили на подводу. Стояли сильные морозы, епископа быстро оставляли силы, и не доезжая до Варнавина, он замёрз. Похоронен в безвестной могиле.
Есть однако информация, что он был расстрелян 27 января 1938 года. Можно предположить, что документы, вероятно, продолжили свой путь и после его смерти, и дело было закрыто спустя месяц после как о расстрелянном по приговору.

## Семья
- Дед: Максимовский Тимофей Стефанович (1803 г.р.) — сын дьячка Троицкой церкви села Максимовское. В 1838-58гг. дьячок Троицкой церкви села Максимовское.
- Дядя: Павел Фивейский (1830 г.р.), в 1850 г. окончил Костромскую духовную семинарию; и Ксенофонт.
- Отец: Максимовский Ксенофонт Тимофеевич (1837-38г.р. — 20.04.1900) В 1860 г. закончил Костромскую ДС[1]. С 1860 г. и в 1871 г. священник Николаевской церкви села Болотнов, с 1876 г. и в 1890 г. священник Введенской церкви села Филисово (5-й Юрьев. благочинный округ)[4].
- Братья:
  - Аркадий (1867), в 1891 году окончил Костромскую духовную меминарию. В 1893—1905 гг. — священник села Ивановского Костромского уезда.
  - Михаил (ок. 1877-78г.р.) — окончил Костромскую духовную семинарию в 1900 г. С мая 1902 г. священник Спасской церкви села Спасское. С 01.09.1915 г. перемещен к Архангельской церкви села Игнатовское. Супруга: Елизавета Ивановна, в девичестве Беликова.

## Награды
- Орден Святой Анны третьей степени (за особые труды по народному образованию и «за усердие и ревностное служение Церкви Божией»)
- бронзовая медаль и крест в память 300-летия царствования Дома Романовых
- именная «Библия» от Священного Синода
- золотой наперсный крест
- палица (1923; от Патриарха Тихона)
- митра (ко дню Святой Пасхи 1929; от заместителем Патриашего Местоблюстителя митрополита Сергия)